# Cereus hildmannianus
Cereus hildmannianus, conocida comúnmente como reina de la noche sudamericana, es una especie de planta suculenta perteneciente al género Cereus, dentro de la familia Cactaceae. Se distribuye desde Bolivia y Brasil hasta el norte de Argentina. Además se ha introducido en otras regiones como España, Francia, Italia o India (entre otras), donde se la considera una especie invasora.

## Descripción

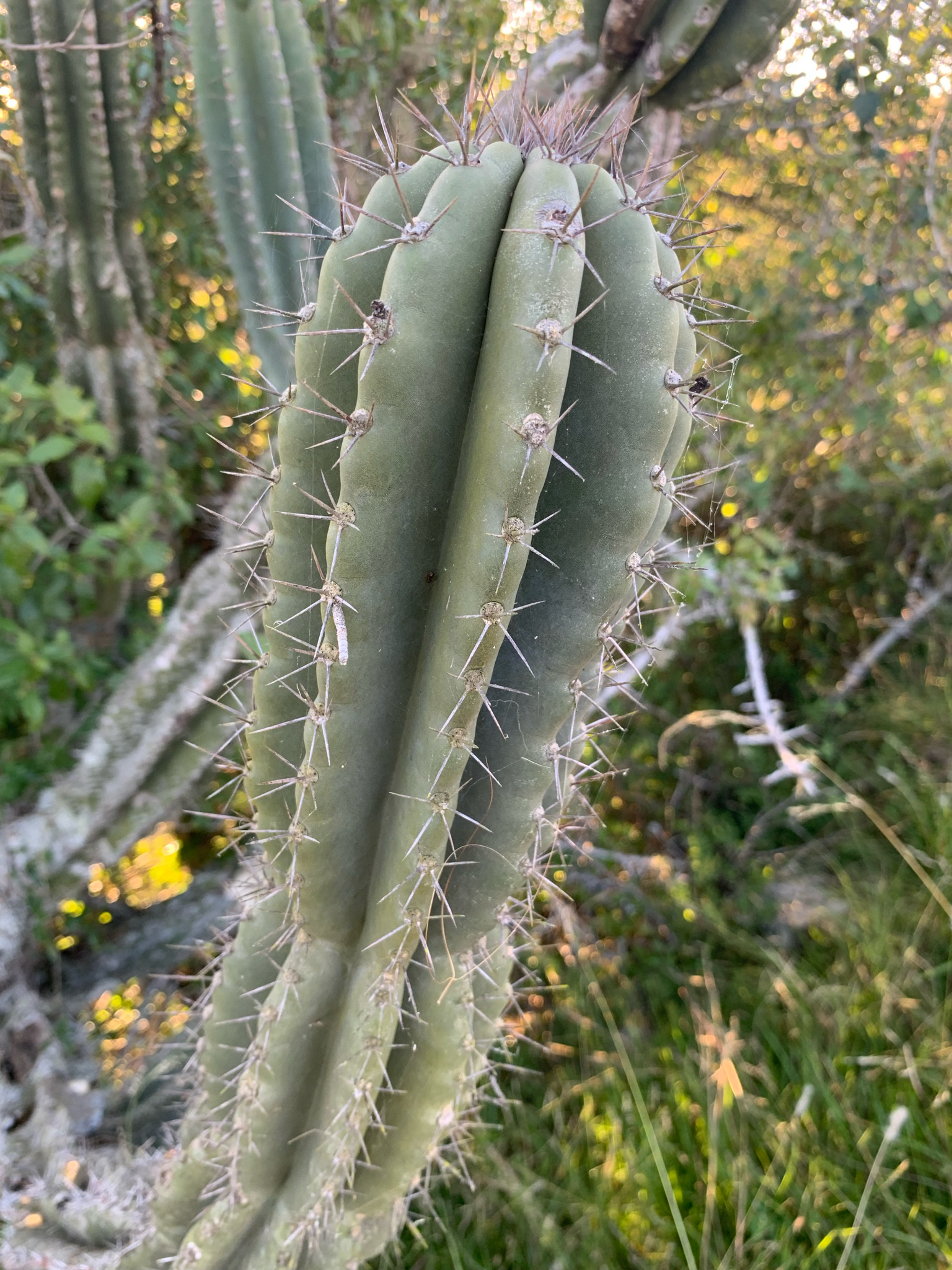
Detalle del tallo

Cereus hildmannianus es una especie de cactus que tiene un hábito de crecimiento similar al de un árbol, con un tronco bien formado y ramificado, alcanzando alturas de 5 a 16 m. 
Crece como un candelabro, con numerosas ramas columnares. Sus tallos son erectos, articulados y están formados por segmentos de 10 a 20 cm de diámetro. Son cilíndricos y suelen tener la epidermis de color verde azulado cuando son jóvenes, volviéndose de un verde más opaco con la edad.

Presentan de 4 a 9 costillas que van de delgadas a obtusas, con los bordes redondeados y ligeramente dentados. Miden de 2,5 a 3,5 cm de alto, de 1,4 a 5,7 cm de grosor en su base y a menudo presentan grandes manchas amarillas a lo largo de los lados. Sobre ellas se asientan areolas grandes de color marrón, separadas unas de otras unos 2 cm. Por lo general no forman espinas (excepto en la subespecie Cereus hildmannianus subsp. uruguayanus), aunque ocasionalmente puede aparecer alguna de color dorado o marrón.

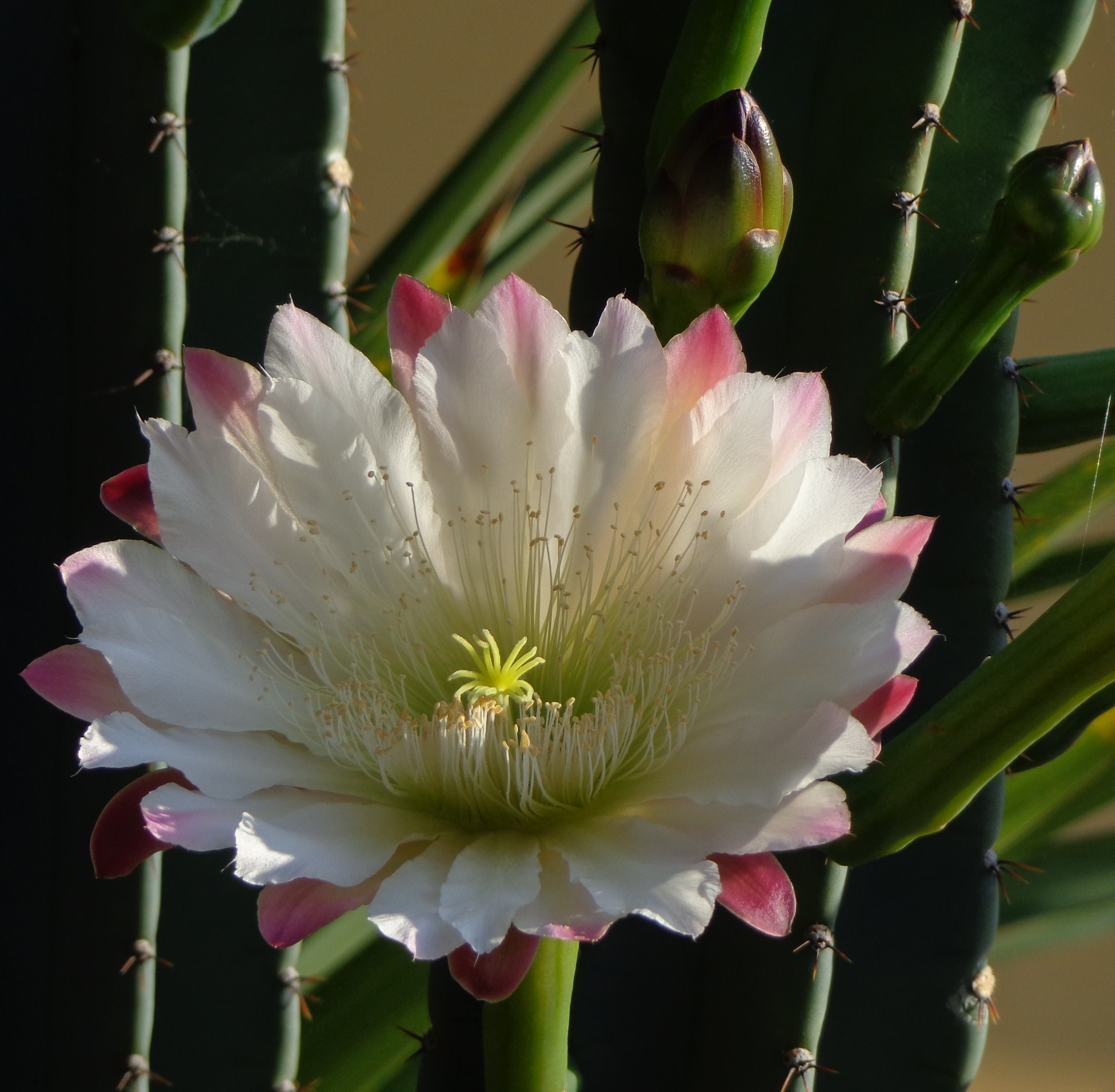
Detalle de la flor

Las flores son blancas y muy grandes, de 20 a 30 cm de largo y de 10 a 15 cm de diámetro. Son nocturnas y se cierran por la mañana. Los segmentos internos del perianto son blancos y el ovario es ancho y desnudo, llegando a medir de 2,5 a 3 cm de largo. Florece de octubre a febrero, durante las noches de primavera a verano, cuando la planta tiene alrededor de 4 a 5 años.
Los frutos son esféricos, suculentos y de color rojo a amarillo cuando maduran. No tienen espinas, y en su interior contienen una pulpa de color blanco dulce. Miden de 7 a 10 cm de largo y de 5 a 7 cm de diámetro. Sus semillas son de color negro, ampliamente ovoides y de 1,8 a 4 mm de largo. Cada fruto contiene de 200 a 300 semillas.

## Distribución y hábitat
El área de distribución nativa de esta especie abarca el noreste de Argentina, Bolivia, centro y sur de Brasil, Paraguay y Uruguay. Además ha sido introducida en Assam, Islas Canarias, Himalaya Oriental, Francia, Hawái, India, Italia, España, Túnez y Vietnam.
Crece principalmente en el bioma tropical estacionalmente seco, sobre suelos arenosos, rocosos y acantilados, desde la costa hasta los 1000 metros sobre el nivel del mar.

## Ecología
Esta especie, en algún momento se presenta como epífita sobre árboles y arbustos. Además, todas las partes de la planta son comestibles para la fauna y en Río Grande do Sul (Brasil), los frutos son muy apreciados por la población. También es comúnmente utilizada por las aves para construir nidos.

## Taxonomía
Cereus hildmannianus fue descrita por el botánico alemán Karl Moritz Schumann y publicada por primera vez en el libro Flora Brasiliensis 6 (2): 202 en el año 1876.
Etimología
- Cereus: nombre genérico que deriva del término latíno cereus (que se traduce como 'vela' o 'cirio'), haciendo alusión a su forma alargada perfectamente recta.[8]
- hildmannianus: epíteto específico otorgado en honor al criador de cactus alemán Heinrich Hildmann, propietario de un vivero de cactus en Birkenwerder (Alemania).[9]

### Subespecies
Actualmente se distinguen dos subespecies:
| Imagen | Subespecie                                                                  | Descripción                                                                                            | Distribución                                        |
| ------ | --------------------------------------------------------------------------- | --- | --------------------------------------------------- |
|        | Cereus hildmannianus subespecie hildmannianus                               | Tiene un tallo más robusto y puede alcanzar mayores alturas. Los tallos normalmente no tienen espinas. | Desde Bolivia y Brasil hasta el norte de Argentina. |
|        | Cereus hildmannianus subsp. uruguayanus (F.Ritter ex R.Kiesling) N.P.Taylor | Suele ser más pequeño en comparación, con un crecimiento más compacto. Los tallos sí tienen espinas.   | Desde Uruguay hasta Argentina.                      |

Sinonimia
- Sinónimos de Cereus hildmannianus subsp. hildmannianus:
  - Cactus abnormis Willd., 1814
  - Cactus monstrosus Willd., 1814
  - Cactus peruvianus var. monstruosus DC., 1813
  - Cereus abnormis (Willd.) Sweet, 1826
  - Cereus alacriportanus Pfeiff., 1837
  - Cereus alacriportanus var. bageanus (F.Ritter) P.J.Braun, 1988
  - Cereus bonariensis C.F.Först., 1846
  - Cereus calvescens DC., 1828
  - Cereus childsii Blanc, 1891
  - Cereus curvispinus Pfeiff., 1837
  - Cereus hildmannianus subsp. xanthocarpus (K.Schum.) P.J.Braun & Esteves, 1995
  - Cereus milesimus Rost, 1932
  - Cereus monstrosus J.Forbes, 1837
  - Cereus monstrosus (DC.) Steud., 1840
  - Cereus monstrosus var. minor Woodson, 1891
  - Cereus monstruosus K.Schum., 1894
  - Cereus neonesioticus (F.Ritter) P.J.Braun, 1988
  - Cereus neonesioticus var. interior (F.Ritter) P.J.Braun, 1988
  - Cereus pentagonus C.F.Först., 1846
  - Cereus peruvianus var. alacriportanus (Pfeiff.) K.Schum., 1897
  - Cereus peruvianus var. brasiliensis C.F.Först., 1846
  - Cereus peruvianus var. cristatus Graebener, 1901
  - Cereus peruvianus var. monstrosus DC., 1828
  - Cereus peruvianus subvar. nanus Salm-Dyck, 1850
  - Cereus peruvianus var. ovicarpus Hertrich, 1939
  - Cereus peruvianus var. persicinus Werderm., 1935
  - Cereus peruvianus var. proferrens Werderm., 1935
  - Cereus peruvianus var. reclinatus Werderm., 1935
  - Cereus xanthocarpus K.Schum., 1903
  - Echinocactus abnormis (Willd.) Paxton, 1840
  - Piptanthocereus alacriportanus (Pfeiff.) F.Ritter, 1979
  - Piptanthocereus bageanus F.Ritter, 1979
  - Piptanthocereus neonesioticus F.Ritter, 1979
  - Piptanthocereus neonesioticus var. interior F.Ritter, 1979
  - Piptanthocereus peruvianus var. monstruosus (DC.) Riccob., 1909
  - Piptanthocereus xanthocarpus (K.Schum.) F.Ritter, 1979

- Sinónimos de Cereus hildmannianus subsp. uruguayanus:
  - Cereus uruguayanus F.Ritter ex R.Kiesling, 1982
  - Piptanthocereus uruguayanus F.Ritter, 1979

## Estado de conservación
En la Lista Roja de Especies Amenazadas de la UICN, la especie está clasificada como de “Preocupación Menor (LC)”.
La principal amenaza que sufre la especie es la pérdida de hábitat debido a la urbanización, la agricultura, la ganadería y la silvicultura.

## Importancia económica y cultural

### Uso ornamental

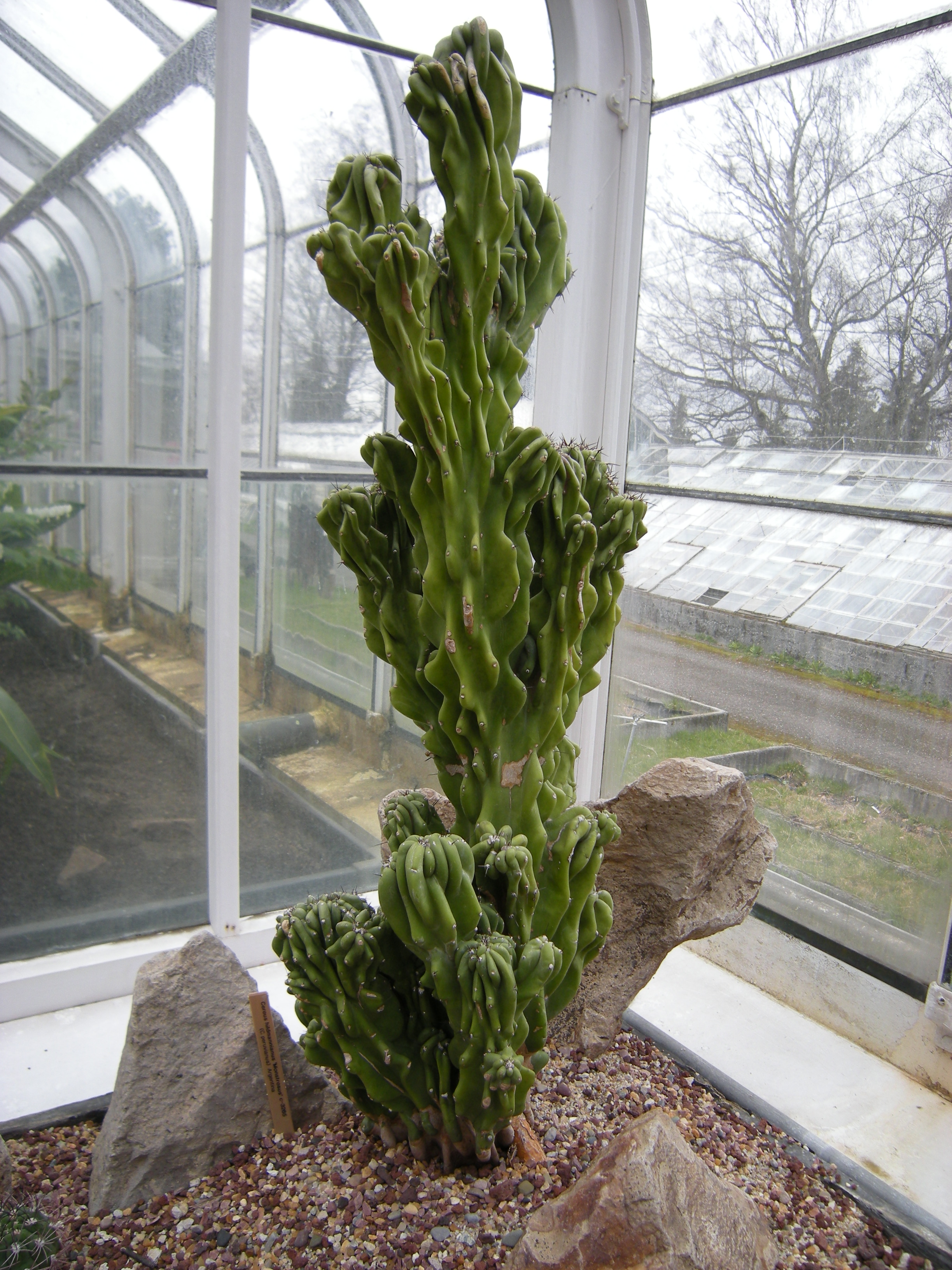
Variedad monstrosus

La especie se cultiva principalmente como planta ornamental y su propagación se realiza a través de esquejes (principalmente) o semillas. 
Para un crecimiento óptimo es necesario regar abundantemente durante el período de crecimiento, y muy poco durante el período de descanso. Además, la especie puede tolerar algo de frío, incluso algunos grados bajo cero si el suelo está seco. Señalar que las plantas jóvenes necesitan sombra, mientras que las adultas necesitan pleno sol.

### Uso alimenticio

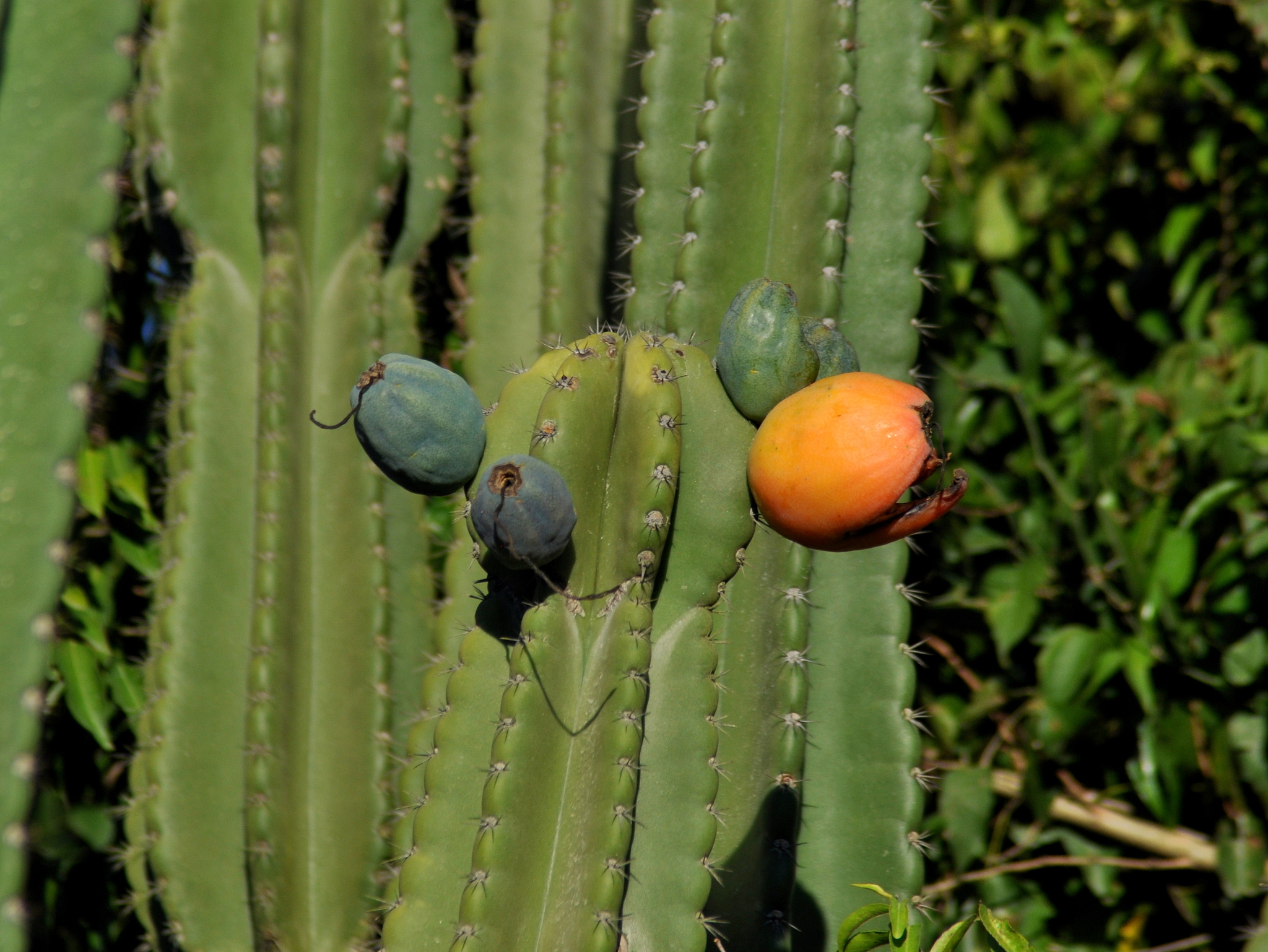
Planta con frutos

Los frutos y las flores poseen un alto valor nutricional. Cada planta es capaz de producir más de cien frutos al año. Se pueden comer frescos, secos o en jugo. Una vez cosechados, los frutos maduros deben consumirse en veinticuatro horas, de lo contrario, comienzan a fermentar.

### Uso medicinal
Se trata de una planta medicinal importante en América del Sur, ya que se usa en el tratamiento de diversas enfermedades. De hecho, los extractos de ésta planta se utilizan en la medicina popular para bajar de peso y reducir el colesterol y los niveles de lipoproteínas de baja densidad (LDL). También se usa como diurético y cardiotónico, tratar trastornos pulmonares y reumatismo, y en el tratamiento tópico de heridas y litiasis. 
Las sustancias de estos extractos pertenecen a diferentes clases de compuestos químicos tales como ácidos grasos, polisacáridos, terpenos, alcaloides, ácidos fenólicos y flavonoides. 

### Otros usos
El cactus se puede cultivar para su uso como cerca viva. Para ello se cortan los brotes laterales a la altura requerida y se plantan uno junto al otro en una zanja lo suficientemente profunda como para asegurar su firmeza. Así se obtiene un seto perfectamente infranqueable de inmediato, y que el cactus enraíza con tanta facilidad que es raro encontrar un hueco. 
Además, las especies de cactus de crecimiento lento pueden injertarse en portainjertos de Cereus hildmannianus para así acelerar su crecimiento.